# آیو (گروه موسیقی)
آیو (کره‌ای: 아이브؛ انگلیسی: Ive) گروه دخترانهٔ کره‌ای تشکیل‌شده توسط استارشیپ انترتینمنت است. این گروه متشکل از شش عضو است: گائول، یوجین، رِی، وون‌یونگ، لیز و لی‌سو. این گروه در ۱ دسامبر ۲۰۲۱ با انتشار آلبوم تک‌آهنگ Eleven فعالیت خود را آغاز کرد.

## نام
آیو (Ive) که نام این گروه است، شکل اختصاری عبارت انگلیسی «I have» است. این نام به این ایده اشاره دارد که آن چیزی که «من دارم» را به مخاطبان نشان می‌دهم. آیو به جای گفتن داستان یک گروه دخترانهٔ در حال پیشرفت، تلاش خواهد کرد تا از همان ابتدا یک «گروه دخترانهٔ کامل» را به تصویر بکشد.

## اعضا
- یوجین (کره‌ای: 유진) – لیدر، دنسر، وکالیست[۴]
- گائول (کره‌ای: 가을) – دنسر،[۵] رپر[۶]
- ری (کره‌ای: 레이) – رپر، وکالیست[۷]
- وون‌یونگ (کره‌ای: 원영) – وکالیست[۸]
- لیز (کره‌ای: 리즈) – وکالیست[۹]
- لی‌سو (کره‌ای: 이서) – وکالیست[۱۰]

## ترانه‌شناسی

### آلبوم‌های استودیویی
| عنوان              | جزئیات                                                                                           | بالاترین موقعیت جدول | بالاترین موقعیت جدول | بالاترین موقعیت جدول | بالاترین موقعیت جدول | فروش                                           | گواهی‌نامه‌ها        |
| عنوان              | جزئیات                                                                                           | کره جنوبی            | ژاپن                 | ژاپن هات             | بیلبورد بهترین آلبوم | فروش                                           | گواهی‌نامه‌ها        |
| ------------------ | ------------------------------------------------------------------------------------------------ | -------------------- | -------------------- | -------------------- | -------------------- | ---------------------------------------------- | ------------------ |
| آیو آیو (I've IVE) | - انتشار: ۱۰ آوریل ۲۰۲۳ - ناشر: استارشیپ انترتینمنت، کلمبیا - قالب: سی‌دی، دانلود دیجیتال، استریم | ۱                    | ۵                    | ۱۰                   | ۷                    | - WW: 1,700,000 - KOR: 1,684,999 - JPN: 33,086 | - کی‌ام‌سی‌ای: میلیون |

### آلبوم‌های تک‌آهنگ
| عنوان                  | جزئیات                                                                                   | بالاترین موقعیت جدول | فروش             | گواهی‌نامه‌ها        |
| عنوان                  | جزئیات                                                                                   | کره جنوبی            | فروش             | گواهی‌نامه‌ها        |
| ---------------------- | ---------------------------------------------------------------------------------------- | -------------------- | ---------------- | ------------------ |
| یازده                  | - انتشار: ۱ دسامبر ۲۰۲۱ - ناشر: استارشیپ انترتینمنت - قالب: سی‌دی، دانلود دیجیتال، استریم | ۱                    | - KOR: 555,137   | - کی‌ام‌سی‌ای: پلاتین |
| لاو دایو (Love Dive)   | - انتشار: ۵ آوریل ۲۰۲۲ - ناشر: استارشیپ انترتینمنت - قالب: سی‌دی، دانلود دیجیتال، استریم  | ۱                    | - KOR: 1,012,092 | - کی‌ام‌سی‌ای: میلیون |
| افتر لایک (After Like) | - انتشار: ۲۲ اوت ۲۰۲۲ - ناشر: استارشیپ انترتینمنت - قالب: سی‌دی، دانلود دیجیتال، استریم   | ۱                    | - KOR: 1,760,706 | - کی‌ام‌سی‌ای: میلیون |

### تک‌آهنگ‌ها
| عنوان      | سال  | بالاترین موقعیت جدول | بالاترین موقعیت جدول | بالاترین موقعیت جدول | بالاترین موقعیت جدول | بالاترین موقعیت جدول | بالاترین موقعیت جدول | بالاترین موقعیت جدول | بالاترین موقعیت جدول | بالاترین موقعیت جدول | آلبوم    |
| عنوان      | سال  | کره جنوبی گائون      | کره جنوبی هات        | ژاپن هات             | مالزی                | نیوزیلند هات         | سنگاپور              | ویتنام هات           | یواِس ورلد            | دبلیودبلیو           | آلبوم    |
| ---------- | ---- | -------------------- | -------------------- | -------------------- | -------------------- | -------------------- | -------------------- | -------------------- | -------------------- | -------------------- | -------- |
| «یازده»    | ۲۰۲۱ | ۲                    | ۲                    | ۱۶                   | ۹                    | ۲۰                   | ۷                    | ۳۵                   | ۹                    | ۶۸                   | یازده    |
| «لاو دایو» | ۲۰۲۲ | ن/م                  | ن/م                  | ن/م                  | ن/م                  | ن/م                  | ن/م                  | ن/م                  | ن/م                  | ن/م                  | لاو دایو |

### سایر آهنگ‌های قرارگرفته در جدول
| «بگیر» (Take It)                                                            | ۲۰۲۱ | — | یازده |
| «—» بیانگر انتشاری است که وارد جدول نشده یا در قلمروی آن جدول منتشر نشده‌است |      |   |       |

## فیلم‌شناسی

### برنامه اینترنتی
| سال        | عنوان       | توضیحات                                 | منابع  |
| ---------- | ----------- | --------------------------------------- | ------ |
| ۲۰۲۱–۲۰۲۲  | ۱، ۲، ۳ آیو | ریلتی شو، پشت صحنهٔ روزهای کارآموزی اعضا | [ ۳۴ ] |
| ۲۰۲۱–اکنون | آیو آن      | پشت صحنه‌های فعالیت‌های اعضا              | [ ۳۵ ] |